# Trabutia
Trabutia — рід грибів родини Phyllachoraceae. Назва вперше опублікована 1881 року.